# MP3-Player

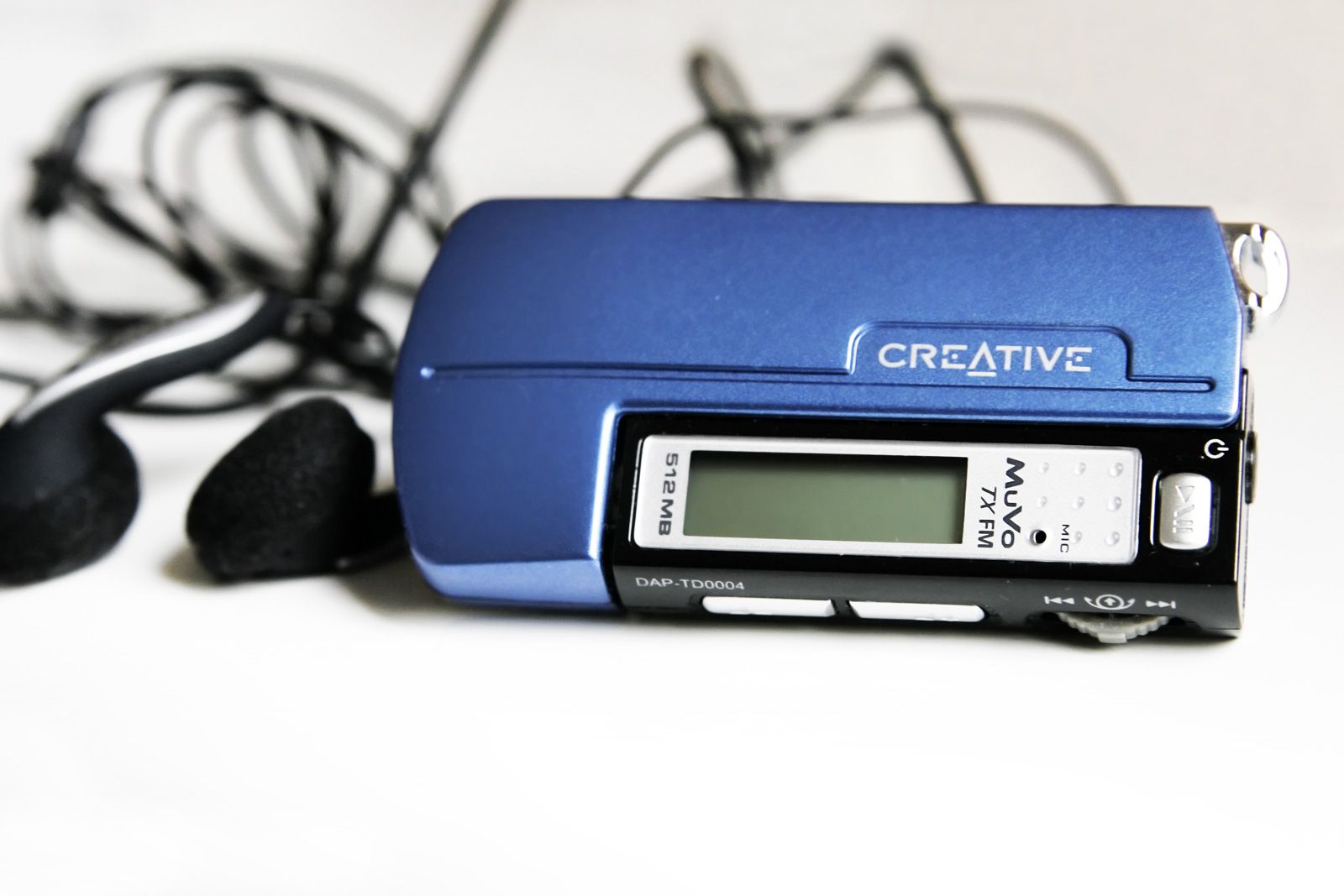
Portabler MP3-Player

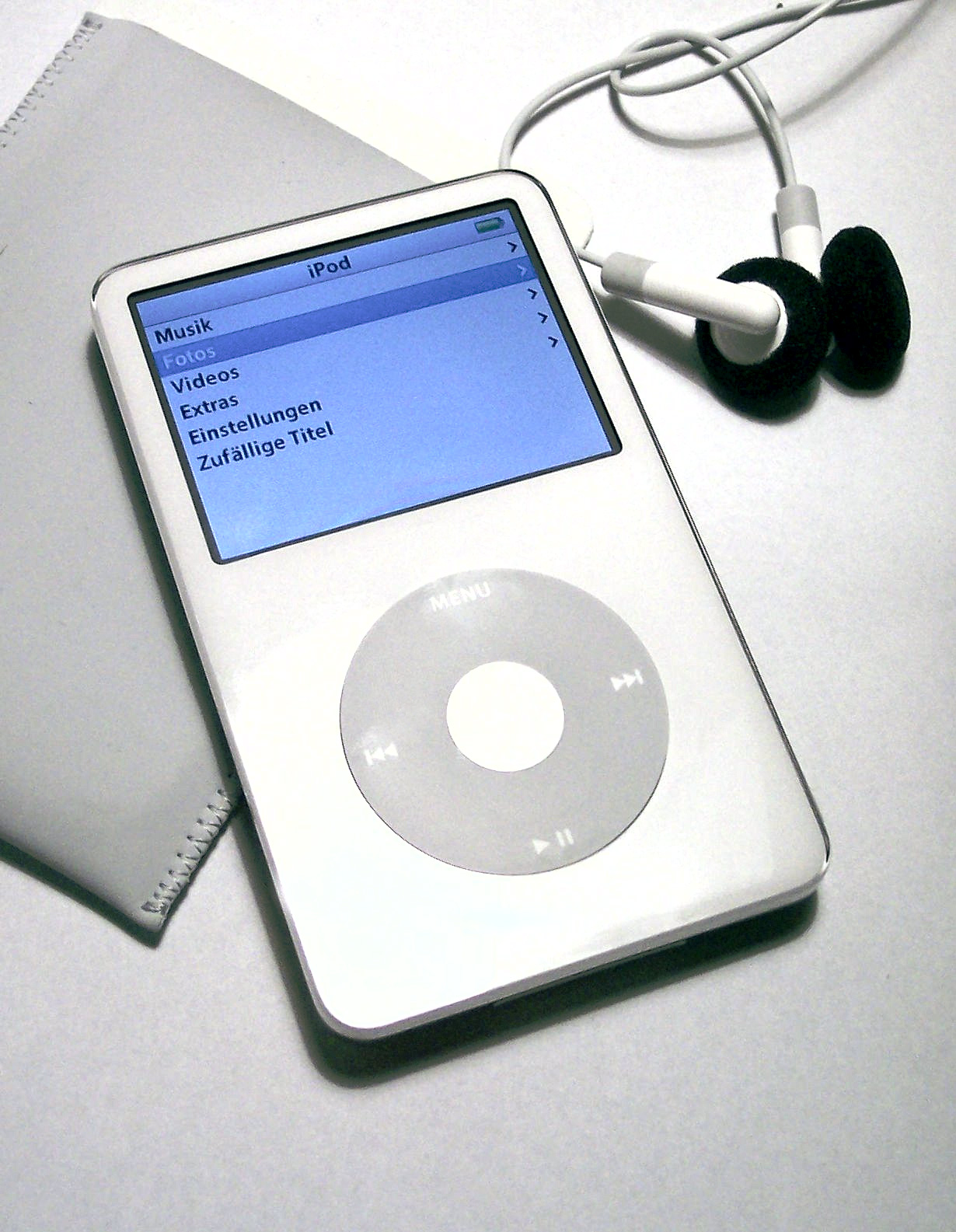
Apple iPod, der meistverkaufte MP3-Player

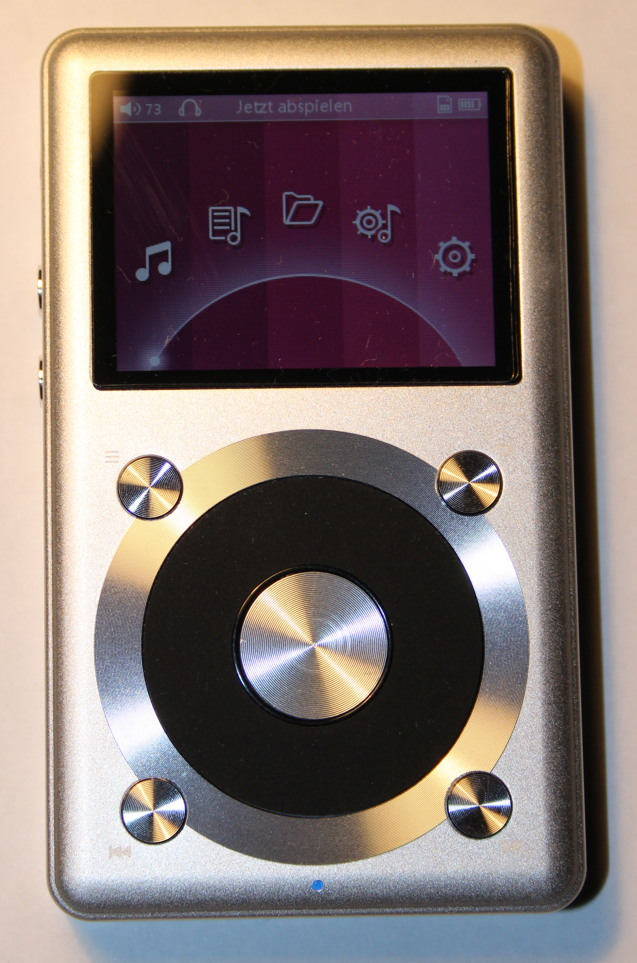
X1 von FiiO

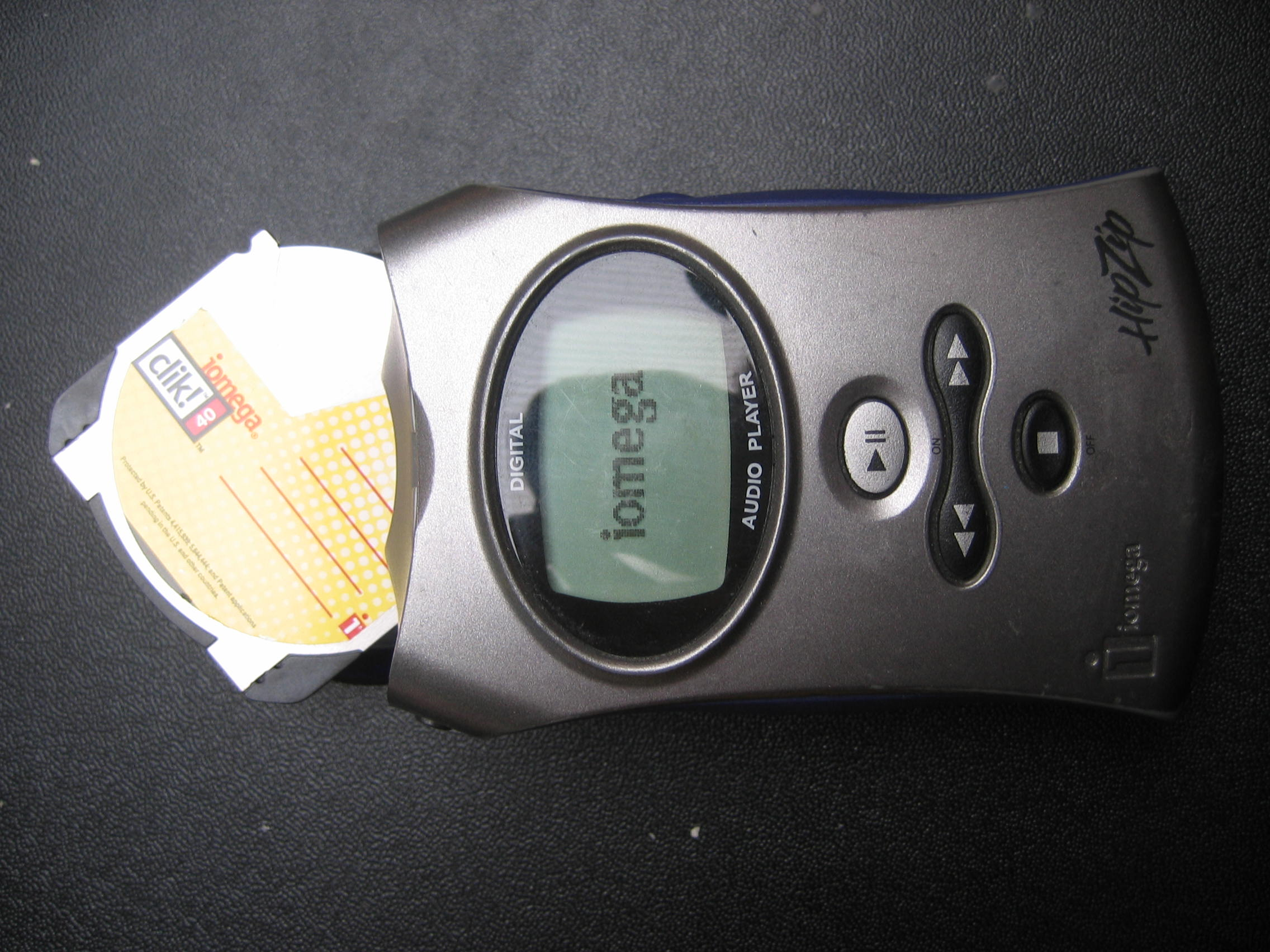
Iomega HipZip MP3-Player mit clik!-Medium

MP3-Player bzw. MP3-Spieler beschreibt meist einen Portable Media Player zur Wiedergabe von Audiodateien im MP3-Format, obwohl viele dieser Produkte auch weitere, teils modernere Audioformate wie AAC, WMA, FLAC oder Ogg Vorbis unterstützen. Auf Softwareebene werden Audioplayer stellenweise auch als MP3-Player tituliert.
Die in den 1990er Jahren dominierenden portablen CD-Spieler und Kassettenrecorder wurden durch MP3-Player größtenteils verdrängt. Heutzutage unterstützen die meisten Hifi-Anlagen, Autoradios sowie Mobiltelefone ebenfalls MP3 und andere Audioformate, sodass dedizierte Geräte zunehmend an Bedeutung verlieren.

## Geschichte
Der erste tragbare MP3-Player mit Speicherung auf der damals von SanDisk und Siemens neu entwickelten Multimedia Card wurde 1995 als Prototyp von Pontis in Schwarzenfeld gebaut, dessen Serienversion MPlayer3 Anfang 1999 auf dem deutschen Markt debütierte.
Im Jahr 1998 wurde der MPMan F10 als international erster MP3-Player für den Massenmarkt eingeführt, einige Monate vor dem bekannteren Rio PMP300. Einen Monat nach der Vorstellung des Rio verklagte die Recording Industry Association of America dessen Hersteller Diamond Multimedia, da das Gerät den Audio Home Recording Act verletze. Der Sieg von Diamond Multimedia in diesem Gerichtsverfahren machte die Entstehung eines breiteren Markts für MP3-Player erst möglich.
Im September 2000 kam die erste Digitalkamera mit eingebautem MP3-Spieler von Fujifilm auf den Markt und immer mehr Geräte integrierten MP3-Spieler-Funktionen als eine von vielen Funktionen.
2008 sind Arbeiten Kane Kramers bekannt geworden, der bereits 1979 Skizzen für ein vergleichbares Gerät anfertigte.
Heute kann fast jedes Smartphone, jeder Mediaplayer oder DVD-Spieler als MP3-Spieler benutzt werden. Deshalb verschwinden MP3-Player, die nur Musik abspielen können, immer mehr aus den Haushalten.

## Schnittstellen
MP3-Player haben meist einen Ausgang für Kopf- bzw. Ohrhörer, um darüber die Musik abzuspielen. Geräte mit eingebauten Lautsprechern sind ebenso erhältlich. Über die USB-Schnittstelle werden die Audiodateien auf den Player kopiert. Das USB-Kabel fungiert auch häufig als Ladekabel. Einige MP3-Player können Dateien von einer eingesteckten Speicherkarte wiedergeben. Weitere Schnittstellen sind Infrarot, Bluetooth oder WLAN.

## Technische Details
Die Speicherung der MP3-Dateien erfolgt meist entweder auf internen Flash-Speichern (Kapazität bis zu 64 GB, in der Regel 1 bis 16 GB) oder Festplatten (zum Beispiel Apple iPod, Archos, Cowon iAudio, Creative Labs, iriver, TEAC oder Samsung; Kapazität bis zu 160 GB). Auch austauschbare Speichermedien werden eingesetzt, insbesondere Speicherkarten (zum Beispiel SD-Karten mit Kapazitäten von 4 bis 128 GB). Es gibt auch MP3-Player, die Dateien von CDs wiedergeben können; das ist speziell bei Autoradios stark verbreitet.
Die Umwandlung der Dateien in Musik wird durch Software in digitalen Signalprozessoren (sehr schnelle Mikroprozessoren mit Spezialfunktionen) ausgeführt.

## Funktionen
Die Funktionalität der Player steigt ständig. Viele Geräte haben neben ID3-Tag-Anzeige auch eine Diktierfunktion, Organizer oder UKW-Radios. Fast alle verfügen über eine Anzeige. Dabei setzten sich neben den LCDs langsam OLED-Displays durch. Einige Geräte können neben der Wiedergabe von Musik auch Filme, Fotos und Texte anzeigen und fungieren zudem als mobile Datenspeicher, um Dateien zwischen einzelnen Systemen auszutauschen. Ebenfalls erhältlich sind MP3-Player mit Aufnahmefunktion über Mikrofon, Analog- oder Digitaleingang. Komplexere MP3-Player wie der iPod von Apple fungieren oft auch als Adressbuch, Terminkalender, Notizheft, Wecker und Ähnliches. Manche Geräte bieten auch die Möglichkeit, Dateien von anderen Medien bzw. Geräten auf den eingebauten Speicher zu übertragen, etwa Fotos über ein integriertes Kartenlesegerät oder, wie beispielsweise beim Cowon iAudio X5, Dateien von anderen Geräten (Digitalkameras, externe Festplatten, andere Musikspieler …) über USB. Einige, wie etwa der Zen Vision von Creative Labs, können Fotos auch auf einem Fernseher anzeigen lassen. Und auch bei den MP3-Playern beginnt langsam der Einzug des Internets, so können bei einigen Modellen über das Internet weitere Daten zum Song abgerufen werden.
MP3-Player ermöglichen den schnellen Zugriff auf umfangreiche Musikdateien auf kleinstem Raum. Jedoch übernehmen nur Geräte mit geeignetem Display die komfortable Dokumentation der Musikdateien inklusive Cover der ursprünglichen CD. Kleinstgeräte mit Abmessungen unter ca. 4 cm × 3 cm bieten oft nur Grundfunktionen, wie Start, Stopp, Vor- und Rücklauf sowie Titelsprung. Eine nachträgliche Programmierung der Titelfolge ist mit solchen Abspielgeräten nicht möglich, jedoch kann man sich vorher eine Playlist zusammenstellen.

## Gesundheitsrisiken
Nach einer Studie der Europäischen Union drohen durch exzessive Nutzung von MP3-Playern via Kopfhörern bei zu hoher Lautstärke Hörschäden bis hin zur Taubheit. Wenn sie ihre Geräte zu laut einstellten und jeden Tag mehr als eine Stunde lang damit Musik hörten, riskierten Nutzer einen unumkehrbaren Gehörverlust. Das treffe bei etwa fünf bis zehn Prozent der Besitzer von MP3-Playern zu und damit auf zirka zwei bis zehn Millionen Bürger. Eine Begrenzung der maximalen Lautstärke von MP3-Playern auf 100 Dezibel (≈ 60 sone) ist in der Diskussion.
Die Weltgesundheitsorganisation WHO und die International Telecommunication Union (ITU) haben im Februar 2019 eine neue Norm für persönliche Audiogeräte wie MP3-Player beschlossen. Der WHO-ITU-Standard empfiehlt: Optionen zur Begrenzung der Lautstärke, einschließlich automatischer Lautstärkeregelung und elterlicher Lautstärkeregelung. Handlungsbedarf habe bestanden, da weltweit 1,1 Milliarden „young people at risk“ von Hörverlust bedroht seien, teilte die WHO mit. In zweijähriger Arbeit habe die WHO-Initiative „Make Listening Safe“ die Schutz-Norm entwickelt. Regierungen und Herstellern wird empfohlen, den freiwilligen WHO-ITU-Standard zu übernehmen.